# Halesus rubricollis
Halesus rubricollis là một loài Trichoptera trong họ Limnephilidae. Chúng phân bố ở miền Cổ bắc.